# American Football (álbum de 2016)
American Football é o segundo álbum de estúdio lançado pela banda estadounidense  American Football. O álbum foi lançado em 21 de outubro de 2016 pela gravadora Polyvinyl. Após o lançamento do álbum de estreia da banda, em 1999, o grupo se separou; em 2014 eles anunciaram reuniões para shows, e no começo de 2016 a gravação do segundo álbum começou a ser feita nas cidades de Omaha, Nebraska, e em Chicago, Illinois, ambas nos Estados Unidos.

## História
O primeiro álbum da banda, também chamado de American Football, foi lançado em 1999 pela Polyvinyl. A banda se separou logo depois, pelos membros terem terminado suas graduações e terem se mudado para outras cidades. O vocalista e guitarrista Mike Kinsella e o guitarrista Steve Holmes se mudaram para Chicago, e se mantiveram em contato; Steve Lamos, baterista da banda, se mudou para o Colorado, onde se tornou professor de língua inglesa, escrita e retórica na Universidade do Colorado em Boulder, onde leciona até os dias atuais.
Em abril de 2014, quinze anos após o lançamento do álbum, eles anunciaram shows de reunião no nordeste dos Estados Unidos; em agosto do mesmo ano, eles fizeram um show surpresa em Chicago, com Nate Kinsella, primo do vocalista Mike Kinsella, tocando baixo. Mais datas foram progressivamente anunciadas, e a banda realizou concertos nos Estados Unidos e na Europa, tendo participado do festival Primavera Sound.

## Composição
A maior parte das composições da banda é feita a partir da ligação entre trechos de guitarra escritos por Kinsella e Holmes. Kinsella descreveu a faixa "Give Me the Gun" como "ver se alguém amado está bem na minha melhor personificação de Bernard Sumner".

## Gravação
O álbum foi gravado ao longo do mês de abril de 2016, no ARC Studios, em Omaha, e no SHIRK Studios, em Chicago. A banda contou com a parceria de Jason Cupp para realizar a produção das faixas.

## Lançamento
No dia 23 de agosto de 2016, o lançamento do álbum foi anunciado. No mesmo dia, a faixa "I've Been So Lost for So Long" foi disponibilizada ao público, juntamente com a capa do álbum e lista de faixas divulgadas. Em 7 de setembro, "Give Me the Gun" foi disponibilizada, e um mês depois, "Desire Gets in the Way" foi lançada nas rádios. American Football foi lançado no dia 21 de outubro pelas gravadoras Polyvinyl, nos Estados Unidos, e Wichita, na Europa. Os shows de lançamento foram realizados em Nova Iorque, Los Angeles e Londres.

## Lista de faixas
Todas as faixas escritas e compostas por Mike Kinsella, Steve Holmes e Steve Lamos. 
| N.º | Título                             | Duração |  |
| 1.  | "Where Are We Now?"                | 4:44    |  |
| 2.  | "My Instincts Are the Enemy"       | 4:49    |  |
| 3.  | "Home Is Where the Haunt Is"       | 3:26    |  |
| 4.  | "Born to Lose"                     | 4:54    |  |
| 5.  | "I've Been So Lost for So Long"    | 4:36    |  |
| 6.  | "Give Me the Gun"                  | 3:24    |  |
| 7.  | "I Need a Drink (Or Two or Three)" | 4:58    |  |
| 8.  | "Desire Gets in the Way"           | 3:28    |  |
| 9.  | "Everyone Is Dressed Up"           | 3:39    |  |